# 소풍 (2024년 영화)
《소풍》은 대한민국에서 제작된 김용균 감독의 2024년 개봉한 드라마 영화이다.

## 줄거리
60년 만에 찾아간 고향, 16살의 추억을 만났다.
요즘 들어 돌아가신 엄마가 자꾸 꿈에 보이는 은심(나문희).
마침 절친이자 사돈 지간인 금순(김영옥)이 연락도 없이 불쑥 찾아오자, 은심은 금순과 함께 고향 남해로 떠나기로 한다.
그곳에서 우연히 자신을 짝사랑하던 태호(박근형)를 만나며 잊고 지낸 추억을 하나둘씩 떠올리게 되는데…
“다음에 다시 태어나도 네 친구 할 끼야”
한 편의 시가 되는 우정, 어쩌면 마지막 소풍이 시작된다.

## 출연진
- 나문희 : 고은심 역
- 김영옥 : 진금순 역
- 박근형 : 정태호 역

- 류승수 : 송해웅 역
- 이항나 : 윤미현 역
- 공상아 : 정윤주 역
- 임지규 : 윤성필 역

- 최선자 : 서청자 역
- 이용이 : 고맹희 역
- 한태일 : 영배 역
- 곽자형 : 오가맹주 역
- 정혜자 : 유자 역
- 나호숙 : 춘자 역
- 차희 : 은심엄마 역
- 최유리 : 어린은심 역
- 신예서 : 어린금순 역
- 김경빈 : 어린태호 역
- 심주희 : 어린맹희 역
- 엄주연 : 송태은 역
- 박미숙 : 오가맹주부인 역
- 김진혁 : 국밥집사장 역
- 전상진 : 영만 역
- 이주미 : 영만부인 역
- 유채목 : 청자집 옆집아줌마 역
- 최은영 : 요양원직원 역
- 황효은 : 시장손님 역
- 장동화 : 동화 역
- 나은미 : 은행직원 역
- 성남 : 금순의사 역
- 정미경 : 태호의사 역
- 허정오 : 은심친척할머니 역
- 김병철 : 은심친척1 역
- 장재용 : 은심친척2 역
- 서우진 : 반주선생님 역
- 오은우 : 오가맹주아들 역
- 조형우 : 오가맹주아들친구 역
- 김영주 : 양조장직원 역
- 배진만 : 가맹주1 역
- 서민균 : 가맹주2 역
- 변창열 : 가맹주3 역
- 곽나현 : 가맹주4 역
- 손영민 : 가맹주5 역
- 최현정 : 여가맹주 역
- 이해순 : 횟집아줌마1 역
- 김경미 : 횟집아줌마2 역
- 문지연 : 횟집아줌마3 역
- 백순부 : 시장상인1 역
- 이영숙 : 시장상인2 역
- 황경아 : 시장상인3 역
- 신형기 : 재개발관계자1 역
- 조재붕 : 재개발관계자2 역
- 권혁진 : 구청직원1 역
- 이보성 : 구청직원2 역
- 유현웅 : 시위찬성파1 역
- 유상흘 : 시위찬성파2 역
- 김애숙 : 시위찬성파3 역
- 이우병 : 시위찬성파4 역
- 김나영 : 시위찬성파5 역
- 차영우 : 시위찬성파6 역
- 천신남 : 시위반대파1 역
- 이익수 : 시위반대파2 역
- 과거중학생들 : (곽승현, 곽승환, 김수연, 김준성, 백정은, 황찬이)
- 도심거리/햄버거집 행인 : 강민경, 강민규, 김동혁, 김민수, 김서연, 김성진, 김재아, 김재인,김창엽, 김태주, 김형국, 김형섭,박민경, 박서윤, 박성진, 박조은, 서소미, 신지나, 신현준, 오경찬, 윤종연, 이나겸, 이유주, 임지훈, 임하영, 임혜인, 장정인, 정가영, 정선이, 정선이, 정영한, 정정심, 최정은, 최지윤
- 태호장례식 문상객 : 김정미, 배윤범, 이승택, 장영희, 정승필, 정현훈, 팽현승
- 파꼬치킨 시위대 : 김나경, 김정변지, 김혜성, 김효정

[목소리 출연]
- 성병숙 : 영숙 역
- 최인제 : 기자 역
- 박미숙 : 태호의사 역

## 수상 목록
- 2024년 제11회 서울국제영화대상 여우주연상 (김영옥, 나문희)